# Dizzy Miss Lizzy
Singles de Larry Williams
Bony Moronie / You Bug Me, Baby
(1957) Hootchy-Koo / The Dummy
(1958)
Dizzy Miss Lizzy est une chanson composée et interprétée par Larry Williams. Elle est publiée en single en mars 1958, avec pour face B Slow Down.
Sa reprise la plus fameuse est celle des Beatles, sur l'album Help! en 1965. Elle est la quatorzième et dernière chanson de l'album et est chantée par John Lennon. Avec Act Naturally, il s'agit de la dernière reprise enregistrée par le groupe.

## Version de Larry Williams
Dizzy Miss Lizzy est composée par Larry Williams, qui l'interprète et la publie en single en mars 1958. En face B de celui-ci se retrouve sa chanson Slow Down.

## Version des Beatles
Pistes de Help!
Yesterday

### Enregistrement

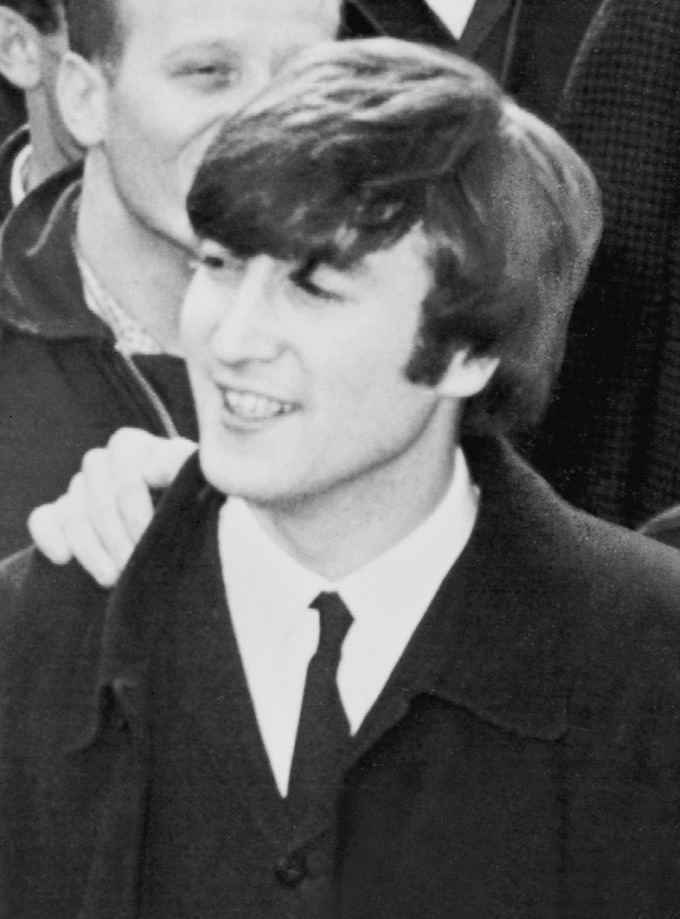
John Lennon chante seul la version des Beatles de Dizzy Miss Lizzy.

Les chansons de Larry Williams appartiennent depuis un certain temps au répertoire des Beatles. En tout, trois d'entre elles sont reprises par le groupe : Slow Down, Bad Boy et Dizzy Miss Lizzy. Le 10 mai 1965, le groupe se retrouve en studio pour enregistrer ces deux dernières. Deux premières prises de Dizzy Miss Lizzy sont réalisées, puis les Beatles, satisfaits, passent à Bad Boy, destinée à une publication exclusivement américaine. Ils reviennent ensuite à la première avec cinq prises supplémentaires. Même sur la septième, qui est jugée la meilleure, seules trois des quatre pistes du magnétophone sont utilisées.
La chanson est un rock endiablé soutenu par un piano électrique s'ajoutant aux guitares. John Lennon s'égosille seul au chant avec nombre de cris, et sa voix est doublée. Paul McCartney se rappelle d'une anecdote durant l'enregistrement : « John demande : « Qu'est-ce qui ne va pas avec celle-là ? » Et  George Martin répond : « Hum... ce n'était pas assez excitant, John. » Et John marmonne : « Bordel de merde. » Ce genre de chose s'insinuait parfois — « C'était pas assez excitant, hein ? Pourquoi tu viendrais pas la chanter toi-même ? » Je crois que c'était le stress du travail ».
George Martin et les ingénieurs du son Norman Smith et Ken Scott se chargent ensuite le même jour des mixages mono et stéréo.

### Interprètes
- John Lennon : chant, guitare rythmique
- Paul McCartney : basse, piano électrique
- George Harrison : guitare solo
- Ringo Starr : batterie, cencerro

### Parution
La chanson paraît le 14 juin 1965 sur l'album américain Beatles VI avec le titre erronément écrit Dizzy Miss Lizzie. Au Royaume-Uni, elle est placée en dernière position sur l'album Help!, qui sort le 6 août 1965. Il s'agit donc de la dernière reprise publiée par les Beatles, le morceau le plus rock de l'album. Le journaliste Daniel Ichbiah va jusqu'à considérer que cette chanson est décalée par rapport à la période traversée par le groupe, surtout comparée à l'ambiance feutrée de la chanson précédente, Yesterday, de Paul McCartney.
On peut entendre une version enregistrée en spectacle à Los Angeles et placée sur le disque The Beatles at the Hollywood Bowl publié en 1977 et remastérisé en 2016. Un montage des prestations des 29 et 30 août 1965 a été nécessaire pour la rendre acceptable. Cette prestation a aussi été publiée en juin 1977 comme face B d'un 45 tours français couplée à Ticket to Ride.
Elle est enregistrée pour la BBC une seule fois le 26 mai 1965 pour l'émission The Beatles (Invite You To Take A Ticket To Ride) diffusée le 7 juin. Cet enregistrement est maintenant disponible sur Live at the BBC.

#### Publication en France
La chanson arrive en France en septembre 1965 sur la face B d'un 45 tours EP (« super 45 tours ») ; elle est accompagnée  de You Like Me Too Much. Sur la face A figurent You've Got to Hide Your Love Away et Yesterday. La photo de la pochette est prise aux Bahamas lors du tournage du film Help!. Ce même cliché orne le dos de l'album de la bande son américain,.
Un single couplant Dizzy Miss Lizzy en face B à Ticket to Ride, en version live tirés de l'album The Beatles at the Hollywood Bowl, sort exclusivement en France en juin 1977 (Parlophone 2C 006-06.478).